# Argulus piperatus
Argulus piperatus är en kräftdjursart som beskrevs av C. B. Wilson 1921. Argulus piperatus ingår i släktet Argulus och familjen karplöss. Inga underarter finns listade i Catalogue of Life.